# Armorikanisches Massiv
Dieser Artikel wurde wegen inhaltlicher Mängel auf der Qualitätssicherungsseite des Portals Geowissenschaften eingetragen. Dies geschieht, um die Qualität der Artikel im Themengebiet Geowissenschaften zu steigern. Bitte hilf mit, die Mängel zu beseitigen, oder beteilige dich an der Diskussion. (+)

Begründung: Nach eingehenderer Beschäftigung mit dem Artikel wird zunehmend deutlich, dass der erstens nicht sonderlich gekonnt übersetzt ist und zweitens offenbar schon die Vorlage im französischen qualitativ nur mittelmäßig ist. Außerdem mangelt es schwer an vernünftigen Quellen (teilweise wird mit fr.wikipedia belegt). --Gretarsson (Diskussion) 18:58, 30. Apr. 2014 (CEST) edited by --Gretarsson (Diskussion) 01:31, 10. Mai 2014 (CEST)

Geologische Karte des Armorikanischen Massivs

Das Armorikanische Massiv ist ein paläozoischer Rumpf- bzw. Grundgebirgskomplex in Nordwestfrankreich. Der Name leitet sich von Aremorica ab, der Bezeichnung der Alten Römer für die damals keltisch („gallisch“) besiedelte Region zwischen den Flüssen Loire und Seine.

## Geographie

### Lage und Ausdehnung

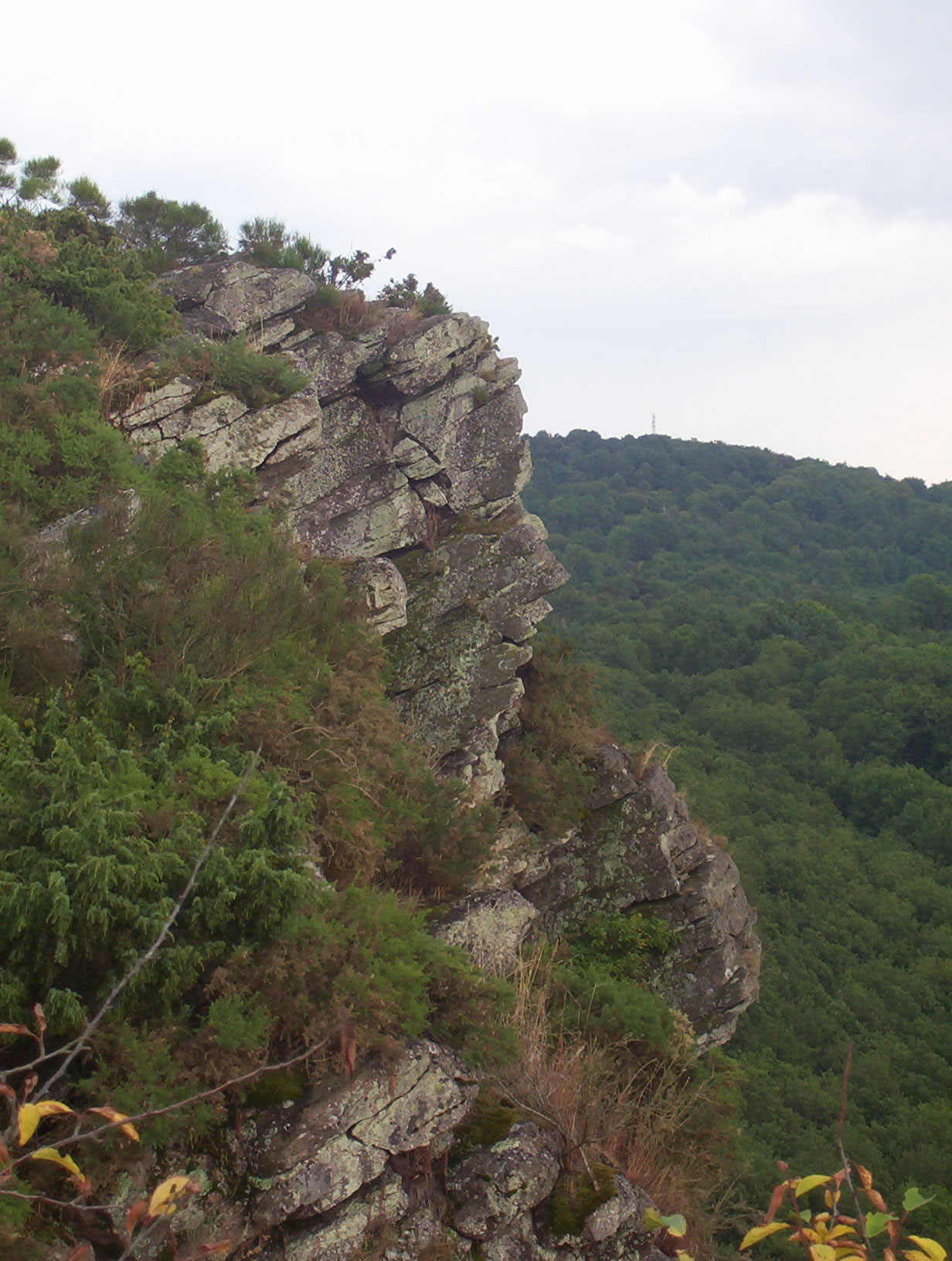
Der Roche d’Oëtre in der Normandie ist aus unterkambrischen Konglomeraten der Formation des Conglomérats et Grès pourprés aufgebaut, bei denen es sich um Cadomidenmolasse handelt.

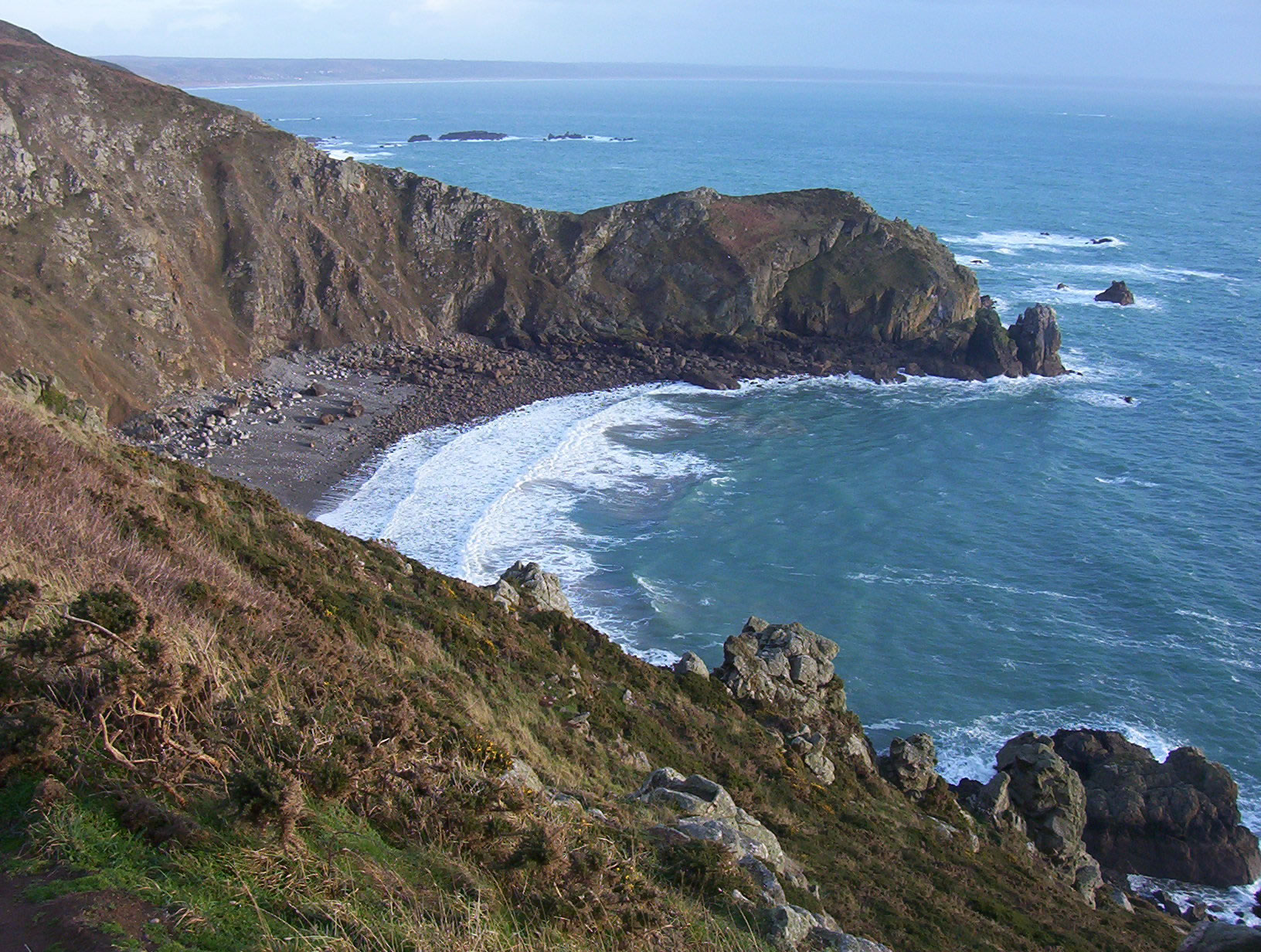
Nez de Jobourg in der Normandie, wo die ältesten Gesteine Frankreichs zum Aufschluss kommen.

Das armorikanische Massiv erstreckt sich über eine annähernd dreieckige Fläche von rund 65.000 km². Es nimmt die gesamte Bretagne, die westliche Normandie und die Region Pays de la Loire sowie den Norden der Region Nouvelle-Aquitaine ein. Geologisch sind auch die britischen Kanalinseln dem Massiv zuzurechnen.

### Relief
Im Gegensatz zum Zentralmassiv und den mitteleuropäischen Grundgebirgsinseln (Rheinische Masse, Vogesen, Schwarzwald usw.) ist das Armorikanische Massiv von der Alpenbildung kaum beeinflusst und daher im Laufe des Känozoikums nur geringfügig herausgehoben worden. Daher besitzt es mit Höhen von selten mehr als 400 m, meist aber weniger als 200 m, morphologisch überwiegend Hügellandcharakter. Weite Teile des Massivs liegen sogar unterhalb der 100-m-Höhenmarke und damit niedriger als der überwiegende Teil des östlich benachbarten Pariser Beckens. Mittelgebirgsartige Landschaften weisen nur die drei Hochgebiete auf, die sich in den drei „Ecken“ des Massivs befinden: Im Nordwesten in der Bretagne, im Nordosten, überwiegend in der westlichen Normandie gelegen, und im Süden auf den Territorien der Départements Vendée (Pays de la Loire) und Deux-Sèvres (Nouvelle-Aquitaine).

#### Nordwesten (Bretagne)
Im Westen der Bretagne erheben sich zwei relativ markante, WSW-ONO-orientierte Höhenzüge: die Monts d’Arrée im Norden mit dem Roc’h Ruz (385 m), dem Ménez Kador (Signal de Toussaines, 384 m), dem Roc’h Trévezel (gleiche Höhe) und dem Roc’h Trédudon (383 m) sowie die Montagnes Noires im Süden (Höchster Punkt: Roc’h Toullaëron 326 m).

#### Nordosten
Das nordöstliche Hochgebiet stellt mit dem Mont des Avaloirs (416 m) im äußersten Nordosten des Départements Mayenne (Pays de la Loire) den höchsten Punkt des Armorikanischen Massivs. Etwa 30 km weiter südwestlich, in den Les Coëvrons bei Évron, erreicht der Mont Rochard immerhin noch 375 m. Obwohl große Teile der Pays de la Loire im Armorikanischen Massiv liegen, gibt es dort kaum weitere nennenswerte Erhebungen. Der überwiegende Teil des nordöstlichen Hochgebietes liegt in der westlichen Normandie. Nur etwa 15 km nordöstlich des Mont des Avaloirs, im Département Orne, liegt der Signal d’Écouves, der mit 413 m die zweithöchste Erhebung des Armorikanischen Massivs bildet. Ebenfalls im Département Orne, am südöstlichen Ende der sogenannten Normannischen Schweiz, wo sich die Orne und ihre Zuflüsse verhältnismäßig tief in das Grundgebirge eingeschnitten haben, befindet sich der Roche d’Oëtre, eine imposante Felswand über dem Tal der Rouvre und ein beliebtes Ausflugsziel. Rund 25 km nordwestlich des Roche d’Oëtre, am entgegengesetzten Ende der Normannischen Schweiz im Département Calvados, liegt der Mont Pinçon, der 365 m Höhe erreicht. Eine weitere Touristenattraktion ist die Grande Cascade bei Mortain im Département Manche, wo die Cance durch rückschreitende Erosion den höchsten Wasserfall Nordwestfrankreichs geschaffen hat.

#### Süden
Das südliche ist das kleinste und zugleich niedrigste der drei Hochgebiete des Massivs. In dessen nordwestlichem Teil, im Vendée, erreicht der Mont Mercure 290 m und der Puy Crapaud kommt auf 269 m. Der Terrier de Saint-Martin-du-Fouilloux im südöstlichen Teil, im Département Deux-Sèvres, ist 271 m hoch.

## Geologie

### Geologische Provinzen

Die Geologische Karte von Frankreich zeigt die beiden großen variszischen Massive (in braun und grauviolett): Zentralmassiv im Süden und Armorikanisches Massiv im Nordwesten.

Das Armorikanische Massiv wurde von zwei Orogenesen geprägt: der oberkarbonischen Variszischen Orogenese und der spätneoproterozoischen Cadomischen Orogenese, weshalb eine cadomische Provinz im Norden von einer variszischen Provinz im Süden des Massivs unterschieden werden kann.
Eine noch ältere „Icartien“-Orogenese, die bis ins Paläoproterozoikum zurückreicht, ist in Jobourg in der Normandie, und im Trégor in der Bretagne nachgewiesen.

#### Nordarmorikanische oder cadomische Provinz
Die Bergketten und Kratone aus dem Icartien (siehe oben) und die Sedimente des Pentévrien wurden stark verformt, gefaltet und einer Metamorphose ausgesetzt. Dies ist auf die Cadomische und Variszische Orogenesen zurückzuführen. Das Grundgebirge enthält metamorphe Gesteine (wie Gneis) aus dem Icartien und Pentévrien, welches sehr selten zum Aufschluss kommt. Spuren davon kommen im Trégor (neben Saint-Brieuc in der Bretagne, und zwar am Strand von Pors-Raden in Trébeurden, Port-Béni, Trébeurden und Moulin-de-la-Rive), im La Hague (in Jobourg auf der Halbinsel Cotentin in der Normandie), aber vor allem in der Vogtei Guernsey, und zwar in Guernsey, Sark und Alderney zum Aufschluss. Icart Point in Süd-Guernsey hat dem Icartien seinen Namen gegeben.
Der Cadomische Bereich besteht aus Fetzen der ehemaligen Cadomischen Bergkette. Er besteht aus Plutonen aus Granit (Perros-Guirec, Bucht von Saint-Brieuc, Region um Sartilly, Mayenne), die bis auf das Proterozoikum zurückreichen. Sie sind von Sedimenten aus dem Proterozoikum begleitet (Süden des Cotentin, Westen des Département Calvados, Norden des Département Mayenne, Region um den Fluss Rance). Dazu kommen Sedimente aus dem Paläozoikum, die eine Fortsetzung dieser Ablagerungen bilden. Sie sind in der Mitte der Bretagne von Douarnenez bis Angers über Rennes zu finden. Oder die Sedimente bilden keine Fortsetzung, wurden leicht während der variszischen Orogenese gefaltet. Variszische Plutone aus Granit aus dem Karbon kommen zum Aufschluss (Region um Bourbriac, Plœuc-sur-Lié und Dinan). Das Ganze wurde durch eine vom Rade de Brest bis zum Département Sarthe verlaufende variszische Verwerfung durchschnitten.
Die Grenze im Süden entspricht der nordarmorikanischen Scherzone und im Südteil des Cadomischen Bereichs befinden sich paläozoische Ablagerungen des Mittelarmorikanischen Synklinoriums ((Synklinale vom Menez-Belair, von Vieux-Vy-sur-Couesnon und von Vitré, alle im Département Ille-et-Vilaine in der Bretagne)).

#### Südarmorikanische oder variszische Provinz
Im südarmorikanischen Bereich bestehen die Gesteine größtenteils aus variszischen Graniten. Man findet sie längs einer Verwerfung, die vom Pointe du Raz bis zum Loire verläuft. Sedimentgesteine aus dem Kambrium, Ordovizium oder Silur (Belle-Île-en-Mer, Westküste vom Vendée, südlich von Angers gelegenen Region, und La grande Brière) die während der variszischen Orogenese gefaltet worden sind, oder metamorph geworden sind, bilden die paläozoischen Sedimentgesteine der Region.
Im Proterozoikum herrscht eine rege vulkanische und orogenische auf die cadomische Orogenese zurückzuführende Tätigkeit, und es kommt zu einer mächtigen Sedimentansammlung (Briovérien).
Diese Granite sind auf die vor 330 Millionen Jahren anfangende variszische Orogenese zurückzuführen und bilden das Rückgrat einer mächtigen Bergkette. Die Sandsteine aus dem Ordovizium und die Schiefer aus dem Silur gleiten in die Synklinalen hinunter.
Die Verschiebung nach dem Norden der iberischen Platte ruft bedeutende Faltungen während des Silurs hervor. Sie taucht unter der armorikanischen Platte ein. Aus der Subduktion ergibt sich die Loirebergkette (cordillère ligérienne) und auch eine Bergkette im Süden des Armorikanischen Massivs. Das Ganze wird von verwitterten Gesteinen (Molasse) und Graniten aus dem Devon dann aus dem Karbon begleitet.
Nachdem die varizische Orogenese stattfand, wurde das Massiv der Erosion im Mesozoikum ausgesetzt. Im Paläozän kam es zu einer Beschleunigung der Erosion wegen des subtropischen Klimas. Dadurch ist ein Peneplain entstanden. Das Armorikanische Massiv wurde von der Pyrenäen- und Alpenorogenese nicht erhoben; doch sind die Auswirkungen beider Orogenesen sichtbar in der Form von Verwerfungen.

### Strukturen
Der Unterschied kann gemacht werden zwischen:
- domnonéen Bereich: Grundgebirge Vor dem Kambrium hat mehrere Orogenesen erfahren (die letzte ist die Cadomische Orogenese) kaum belebt während der variszischen Orogenese;
- mancellien oder Le Mans Bereich: Grundgebirge Vor dem Kambrium aber jünger (Briovérien ) wie Flysch und paläozoische Gesteine die während der Cadomischen Orogenese metamorphosiert und gefaltet worden sind; dazu variszische Plutone;
- Mittearmorikanischer Bereich : paläozoische Sedimentgesteine;
- ligérien Loire Bereich (Pays de la Loire): vor dem Kambrium Grundgebirge metomorphisiert;
- Westvendée : von dem Kambrium es hat mit dem Zentralmassiv zu tun.

Die zwei ersten Bereiche sind Bestandteil des Cadomischen Bereichs, die drei anderen sind Bestandteil des variszischen Bereichs. Es gibt auch die nordarmorikanische Scherzone und die südarmorikanische Scherzone.